# Елм Крик (Небраска)
Елм Крик (енгл. Elm Creek) град је у америчкој савезној држави Небраска.

## Демографија
По попису из 2010. године број становника је 901, што је 7 (0,8%) становника више него 2000. године.
| Група             | 2000.       | 2010.       |
| Белци             | 862 (96,4%) | 859 (95,3%) |
| Афроамериканци    | 0 (0,0%)    | 0 (0,0%)    |
| Азијати           | 0 (0,0%)    | 0 (0,0%)    |
| Хиспаноамериканци | 27 (3,0%)   | 37 (4,1%)   |
| Укупно            | 894         | 901         |